# Cathal Cú-cen-máthair mac Cathaíl
Cathal Cú-cen-máthair mac Cathaíl, spesso conosciuto come Cú-cen-máthair (... – 665 o 666), è stato un sovrano irlandese, re del Munster dal 662 circa fino alla sua morte.
Era figlio di Cathal mac Áedo Flaind Chathrach (morto attorno al 628) e apparteneva ai e Glendamnach, clan della dinastia degli Eóganachta. A Cú-cen-máthair succede Máenach mac Fíngin degli Eóganacht Chaisil. Un poema attribuito a Luccrech moccu Chérai fa risalire la sua discendenza ad Adamo. A lui sarebbe succeduto Colgú mac Faílbe Flaind degli Eóganacht Chaisil. Cú-cen-máthair ebbe almeno due figli, Finguine (morto nel 695 o 696) e Ailill (morto tra il 698 e il 701), entrambi ricordati come re del Munster.